# Dyops pupillata
Dyops pupillata är en fjärilsart som beskrevs av Felder 1874. Dyops pupillata ingår i släktet Dyops och familjen nattflyn. Inga underarter finns listade i Catalogue of Life.